# Robert Kalina
Robert Kalina (Viena, 29 de juny de 1955) és un dissenyador austríac del Banc Nacional d'Àustria, famós pels dissenys dels bitllets d'euro. Va crear el disseny T 382, que va ser el projecte guanyador del concurs celebrat el 1996 per escollir el disseny que apareix en els bitllets d'euro. El disseny de Kalina va ser triat pel Consell de l'IME (Institut Monetari Europeu) el desembre de 1996. Kalina també va dissenyar els bitllets del desaparegut xíling austríac, els bitllets del manat azerbaidjanès i la sèrie del 2010 de la lliura siriana.